# 朱権
朱 権（しゅ けん、洪武11年5月1日（1378年5月27日） - 正統13年9月15日（1448年10月12日））は、明の皇族。号は臞仙・涵虚子・丹丘先生。
初代皇帝である朱元璋（洪武帝）の十七男。生母は楊妃。第3代皇帝である永楽帝の異母弟。

## 概要
1391年に父から寧王に封じられる。1393年に封国の大寧に任命された。朱元璋没後、建文帝のもとで藩王削減政策が行なわれると、朱権は8万の兵力を保持していたことから警戒された。このため、斉泰や黄子澄らは朱権を応天府に召還しようとしたが、朱権は拒否した。このため、建文帝によって王位を剥奪された。
永楽帝時代は南昌に移された。これは事実上の左遷であり、洪熙帝に改封を求めたが逆に怒りを買ったという。ただし、大寧はモンゴルに近い辺境にあり、南昌への改封は朱権側の要望とする説もある。
1448年に死去した。享年71。
文化人として著作・編纂が多く、著に『通鑑博論』がある。末裔に画家の八大山人（朱耷）を輩出した。

## 作品

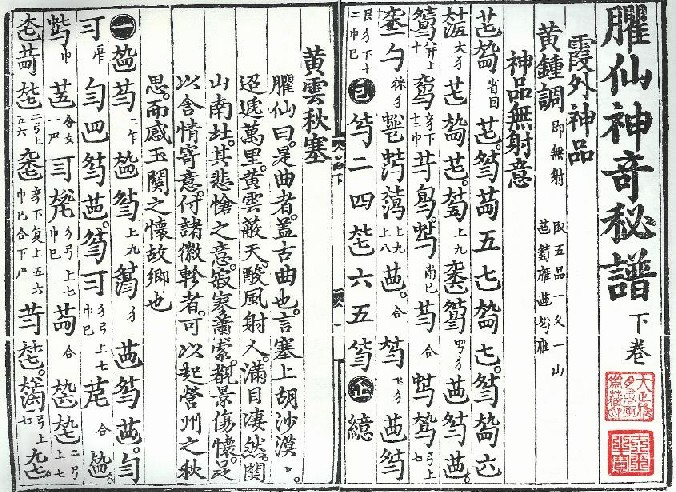
『神奇秘譜』下巻

朱権の作品は『通鑑博論』・『寧国儀範』・『家訓』・『文譜』・『詩譜』・『史断』・『通鑑博論』・『漢唐秘史』・『琴阮啓蒙』・『神奇秘譜』・『茶譜』・『瓊林雅韻』・『神隠』・『太和正音譜』。

## 家族

### 妻
- 張氏 - 張泰の娘

### 子
1. 荘恵世子 朱磐烒（寧恵王と追封）
2. 不詳（夭折）
3. 臨川康僖王 朱磐熚
4. 宜春安簡王 朱磐烑
5. 新昌安僖王 朱磐炷
6. 信豊悼恵王 朱磐㷬